# Moncloa Palace
Moncloa Palace es una serie web creada en formato de dibujos animados que es producida y emitida por el semanario español El Jueves desde el año 2008.

## Argumento
La serie es una versión satírica y absurda de la política Española de estos últimos 10 años, especialmente en cuanto a los gobiernos de José Luis Rodríguez Zapatero (hasta la cuarta temporada) y Mariano Rajoy, de hecho los personajes principales de la serie se inspiran en ellos. Se ambienta en un edificio que se asemeja al Palacio de la Moncloa donde ejerce sus funciones el presidente asesorado por sus ministros y donde de vez en cuando se dan apariciones de personajes de la política internacional como algunos otros personajes.
La serie animada muestra a un Presidente loco, proponiendo soluciones irrealizables o alejadas de la realidad para los problemas que vive el país. Asimismo, se producen situaciones insólitas que ponen en ridículo a ratos al gobernante y a sus cercanos. También vive situaciones embarazosas provocadas por otros, como asaltos o intentos de asesinato.

## Personajes

### Principales
- José Luis Rodríguez Zapatero (Zapatero): Protagonista de la serie hasta la cuarta temporada, fue el Presidente de España. De carácter un tanto ingenuo, pareciera que no entendiese aquello que debía enfrentar a diario en su labor de gobierno, haciendo frecuentemente tonterías (ej. pintarse la cara con rotulador para recibir al presidente Obama), proponiendo planes ridículos para solucionar problemas (ej. construir una máquina del tiempo para viajar al pasado y evitar la crisis antes que suceda) o realizando actos derechamente contrarios a la legalidad y el buen sentido (ej. pagar el rescate de Mariano con fondos del Ministerio de Vivienda). Tenía frecuentes roces con María Teresa y Alfredo, pero en general sus ministros le seguían el juego en sus planes. Desde el cambio de gobierno de 2011 deja de aparecer en la serie.
- Mariano: Antagonista hasta la cuarta temporada, y desde la 4.ª temporada presidente del Gobierno y por tanto nuevo protagonista, en clara referencia a Mariano Rajoy. Como buen opositor, eran frecuentes sus críticas hacia la gestión de José Luis, aunque tampoco parece ofrecer planes para un eventual gobierno propio. Disputa el liderazgo de su partido con Esperanza. Tiene aspecto de bonachón y amorfo y también a veces tiene ideas extrañas, como disfrazarse de María Teresa para espiar al Presidente. Desde que es Presidente, enfrenta situaciones similares a las que tenía José Luis, y se resalta su tendencia a no decidirse sobre nada.
- Soraya: Aparece en la cuarta temporada, al parecer es una parodia a Soraya Sáenz de Santamaría. Tiene un papel similar al que tenía María Teresa, es decir, es la que pone la cordura dentro del gobierno.
- María Teresa: Fue Ministra de Interior y Vicepresidenta del gobierno, inspirada en María Teresa Fernández de la Vega. Era la ministra más cabal del gabinete, la única que le hacía ver a José Luis lo ridículas que eran sus propuestas. Objeto de frecuentes bromas y comentarios de José Luis por su edad y aspecto. Tras el cambio de gabinete de 2009 el personaje dejó de ser frecuente y aparece esporádicamente, donde aclara a veces que está trabajando en el Consejo de Estado.
- Alfredo: Parodia de Alfredo Pérez Rubalcaba, se muestra como un ministro tímido y que se resiente con las ideas que tiene José Luis. Es foco de sucesivas burlas y humillaciones debido a diversas cosas que se le ocurren al entonces presidente José Luis.
- Leire: exministra de Sanidad, inspirada en Leire Pajín. Suele coquetear a José Luis pese a ser éste un hombre casado.
- Pepe: exministro de Fomento, en referencia a José Blanco López. Muchas veces acompaña a José Luis en sus proyectos absurdos y le propone ideas más absurdas aún.
- Carme: exministra de Defensa, parodia de Carme Chacón. No es fácil definir su personaje, unas veces le sigue el juego a José Luis y otras veces es quien le intenta aterrizar en la realidad. Es ella quien dispara cuando se decide quién sucederá a José Luis como candidato del partido a la Presidencia.
- Elena: exministra de Hacienda, en imitación de Elena Salgado. Mujer de pocas palabras y gesto un tanto parco y flojo, interviene poco en los capítulos en que participa.
- Sonsoles: esposa de José Luis, en clara referencia a Sonsoles Espinosa Díaz, señora de Rodríguez Zapatero. Vive en el palacio con José Luis y casi siempre aparece cuando es de noche.
- Esperanza: es la presidenta regional de Madrid, en alusión a Esperanza Aguirre. Tiene una gran ambición que no consigue ocultar, quiere llegar a ser Presidenta de España a como dé lugar. Principal rival de Mariano.

### Secundarios
- Aznar: Es el anterior Presidente, una evidente referencia a José María Aznar. Aparece de diversas maneras, sea como "fantasma de la Moncloa", en sueños saludando al presidente Barack Obama, o mencionado sin aparecer.
- Barack Obama: Presidente de Estados Unidos y modelo a seguir por José Luis, visita a veces la Moncloa.
- El Papa: Ha estado dos veces en la sede de gobierno, en una discute con José Luis sobre la naturaleza de Jesús, y en otra llega a increpar al gobernante para que retire el proyecto de Ley de Aborto. Aunque no se menciona cómo se llama, es evidente que se refiere a Benedicto XVI. José Luis lo confunde con Chiquito de la Calzada.
- Nicolás Sarkozy: Presidente de Francia, ha visitado dos veces a José Luis y en ambas se ha llevado una muy mala impresión, ya que en la primera José Luis no sabe hablar francés y dice incoherencias, mientras que en la segunda se disfraza de gitano porque entiende erróneamente que a Sarkozy le gustan los gitanos, cuando en verdad es todo lo contrario.
- Juan Carlos l: Parodia de aquel entonces Rey Juan Carlos I, aparece en un capítulo donde José Luis cree que es un Rey Mago y se sienta en sus piernas para pedirle regalos.
- Camps: es Presidente de Valencia, igual que su inspirador en la vida real Francisco Camps. Con una sonrisa permanente, tiene fama de cleptómano.
- El Etarra: Miembro de la banda ETA, aparece caracterizado con una boina negra, un chaleco verde y la cara cubierta con un paño blanco. Sale en dos capítulos, en uno asalta por sorpresa a José Luis y Alfredo, y en otro entra por la ventana al palacio de gobierno pues debe matar al Presidente, pero en verdad su objetivo es matar a Mariano. En la cuarta temporada intenta hablar con el presidente Mariano, pero este se niega diciéndole que eso sería negociar con terroristas.
- Tomás: Es un vagabundo que es recogido por José Luis en dos capítulos, uno en el que ejerce de "doble" del Presidente, y otro en el que es invitado a cenar, y hace reclamaciones que incomodan al gobernante.
- Hijas de José Luis Zapatero: Son dos, igual que las hijas de Rodríguez Zapatero y Sonsoles Espinosa Díaz. Aparecen con los ojos pixelados, en clara mofa de las precauciones de los medios de prensa para evitar involucrar a menores en sus fotos y vídeos.
- Luis: Ministro de Economía, en alusión a Luis de Guindos. Aparece en la cuarta temporada. Tiene ideas disparatadas para enfrentar la crisis; por ejemplo, mandar dibujar billetes a mano.

## Historieta
Aparte de la serie hubo una historieta que comenzó en 2007 del mismo nombre, en esta en un inicio se nos contaba las aventuras de Zapatero y se mostraba una breve crítica al PSOE, posteriormente después de las elecciones en 2011, en 2012 al igual que en la serie se sustituyó a Zapatero con Rajoy, haciendo exactamente las mismas estupideces que Zapatero, lo que podría también ser una crítica al PP y su manera de gestionar las cosas.
entre 2018 y 2020 salió la primera historieta debut de Sánchez, aunque en esta no criticaban tanto a la gestión del partido gobernante, en si criticaban más al líder del partido gobernante.
En 2023 a través de una revista de El Jueves se nos da a entender el fin de la historieta, aunque no se sabe muy bien porque terminó, lo más probable es que hayan querido darle más espacio a otros dibujantes y guionistas, esto teniendo en cuenta que la historieta llevaban ya 16 años con la revista.